# Coupe de France de rugby à XIII 2013-2014
Navigation
Édition précédente Édition suivante
La Coupe de France de rugby à XIII 2013-2014 est la 76e édition de la Coupe de France, compétition à élimination directe mettant aux prises des clubs de rugby à XIII amateurs et professionnels affiliés à la Fédération française de rugby à XIII.
La finale a eu lieu au stade Albert Domec le dimanche 13 avril 2014 et a vu la victoire du Toulouse, 46-10 contre Carcassonne. Il s'agit de la première victoire de Toulouse dans cette compétition.

## Deuxième tour
|  | Paris Charenton | 12 - 30 | Carpentras |  |
|  |                 |         |            |  |
|  |                 |         |            |  |

|  | Toulon | 12 - 82 | Réalmont |  |
|  |        |         |          |  |
|  |        |         |          |  |

|  | Villegailhenc-Aragon | 28 - 26 | Villefranche |  |
|  |                      |         |              |  |
|  |                      |         |              |  |

|  | Saint Martin de Crau | 24 - 50 | Roanne |  |
|  |                      |         |        |  |
|  |                      |         |        |  |

|  | Montpellier | 12 - 32 | Baho |  |
|  |             |         |      |  |
|  |             |         |      |  |

|  | Pia | 30 - 14 | Saint-Gaudens |  |
|  |     |         |               |  |
|  |     |         |               |  |

|  | Cavaillon | 28 - 0 | Lescure |  |
|  |           |        |         |  |
|  |           |        |         |  |

|  | Clairac | 8 - 44 | Albi |  |
|  |         |        |      |  |
|  |         |        |      |  |

|  | La Réole | 16 - 30 | Tonneins |  |
|  |          |         |          |  |
|  |          |         |          |  |

|  | Le Soler | 19 - 20 | Lyon-Villeurbanne |  |
|  |          |         |                   |  |
|  |          |         |                   |  |

|  | Ramonville | 34 - 16 | Villefranche d'Albi |  |
|  |            |         |                     |  |
|  |            |         |                     |  |

|  | Preixan Lauquet | 14 - 56 | Toulouse Broncos |  |
|  |                 |         |                  |  |
|  |                 |         |                  |  |

## Barrages
|  | Roanne | 16 - 36 | Villegailhenc-Aragon |  |
|  |        |         |                      |  |
|  |        |         |                      |  |

|  | Tonneins | Annulé à la suite de la blessure de Sébastien Gauffre | Réalmont |  |
|  |          |                                                       |          |  |
|  |          |                                                       |          |  |

|  | Albi | 56 - 28 | Cavaillon |  |
|  |      |         |           |  |
|  |      |         |           |  |

|  | Ramonville | 6 - 36 | Lyon-Villeurbanne |  |
|  |            |        |                   |  |
|  |            |        |                   |  |

## Huitième de finale
|  | Lézignan | 20 - 26 | Carcassonne |  |
|  |          |         |             |  |
|  |          |         |             |  |

|  | Villegailhenc-Aragon | 27 - 26 | Carpentras |  |
|  |                      |         |            |  |
|  |                      |         |            |  |

|  | Réalmont | 12 - 20 | Palau |  |
|  |          |         |       |  |
|  |          |         |       |  |

|  | Lyon-Villeurbanne | 14 - 8 | Albi |  |
|  |                   |        |      |  |
|  |                   |        |      |  |

|  | Baho | 22 - 36 | Toulouse |  |
|  |      |         |          |  |
|  |      |         |          |  |

|  | Villeneuve-sur-Lot | 10 - 36 | Saint-Estève XIII catalan |  |
|  |                    |         |                           |  |
|  |                    |         |                           |  |

|  | Pia | 12 - 50 | Limoux |  |
|  |     |         |        |  |
|  |     |         |        |  |

|  | Toulouse Broncos | 10 - 50 | Avignon |  |
|  |                  |         |         |  |
|  |                  |         |         |  |

## Quart de finale
|  | Lyon-Villeurbanne | 14 - 46 | Carcassonne |  |
|  |                   |         |             |  |
|  |                   |         |             |  |

|  | Toulouse | 22 - 18 | Saint-Estève XIII catalan |  |
|  |          |         |                           |  |
|  |          |         |                           |  |

|  | Villegailhenc-Aragon | 18 - 36 | Palau |  |
|  |                      |         |       |  |
|  |                      |         |       |  |

|  | Avignon | 30 - 24 | Limoux |  |
|  |         |         |        |  |
|  |         |         |        |  |

## Demi-finales (sur terrain neutre)
|  | Toulouse | 52 – 16 | Palau |  |
|  |          |         |       |  |
|  |          |         |       |  |

|  | Avignon | 6 - 26 | Carcassonne |  |
|  |         |        |             |  |
|  |         |        |             |  |

## Finale (13 avril 2014)
(mt :  10-18 )
Homme du match :  Mark Kheirallah
Points marqués :
- Carcassonne : 2 essais de A. Escamilla (8e), Guiraud (16e) 1 transformation de Grésèque (8e)
- Toulouse : 8 essais de Kheirallah (23e, 59e, 68e), Quintilla (28e), Planas (32e), K. Bentley (52e), Boyer (77e, 79e) ; 6 transformations de Kheirallah (23e, 32e, 52e, 59e, 68e), Kriouache (77e), 1 pénalité de Kheirallah (39e)

Évolution du score : 6-0, 10-0, 10-6, 10-10, 10-16, 10-18, 10-24, 10-30, 10-36, 10-42, 10-46
Arbitre :  Mohamed Drizza
Spectateurs : 6 763
- Toulouse: Mark Kheirallah - Tony Maurel, Florian Quintilla, Bruno Ormeno, Gregory White - Johnathon Ford, Arthur Gonzalez-Trique - Samy Masselot, Kane Bentley, Jérôme Gout, Aaron Wood, Sébastien Planas (c), Andrew Bentley - Mourad Kriouache, Cyril Moliner, Clément Boyer, Eloni Vunakece - Entraîneur : Sylvain Houlès
- Carcassonne : Clément Soubeyras - Alexis Escamilla, Jérémy Guiraud, Troy Savage, Luke Towers, - Maxime Grésèque, Russell Aitken - Romaric Bemba, Jonathan Soum, Tyrone Pau, Bastien Canet, Vinent Anderson, Amar Sabri - Quentin Nicol, Florent Rouanet, Damien Jacquet, Loïc Banquet- Entraîneur : Patrick Albérola

La finale a lieu le vendredi 13 avril à 21h00 au stade Albert Domec à Carcassonne. Il s'agit de la première victoire de Toulouse dans cette compétition après six finales perdues (1939, 1962, 1963, 1964, 1968 & 1976).
Malgré une ouverture du score par Carcassonne qui rapidement mène 10-0, les Toulousains prennent l'avantage à la demi-heure de jeu sous l'impulsion de leur arrière australien Mark Kheirallah qui inscrit vingt-quatre points lors de cette rencontre.